# Mark Wakeling
Mark Wakeling (* 11. Oktober 1971 in England) ist ein britischer Schauspieler.

## Leben
Mark Wakeling wurde an der Royal Military Academy Sandhurst ausgebildet und diente bei den Coldstream Guards in Bosnien.
Als Schauspieler ist Wakeling bisher meist in kleineren Rollen unter anderem in Band of Brothers und britischen Serien wie Doctors und EastEnders zu sehen. 2007 spielte er in der ersten Staffel von Primeval – Rückkehr der Urzeitmonster die Rolle des Tom Ryan. 2008 war Wakeling einer der MI6-Agenten im 22. Bond-Film Ein Quantum Trost.
Seit 2002 ist Wakeling Geschäftsführer des Actors’ Temple und ist dort auch als Schauspieltrainer tätig.

## Filmografie (Auswahl)
- 2000: In Defence (Fernsehserie, eine Folge)
- 2001: Band of Brothers – Wir waren wie Brüder (Band of Brothers)
- 2006: The Wind That Shakes the Barley
- 2007: Primeval – Rückkehr der Urzeitmonster (Primeval)
- 2008: James Bond 007: Ein Quantum Trost (Quantum of Solace)
- 2011: Casting Nina (Fernsehfilm)